# Orestias hardini
Orestias hardini är en fiskart som beskrevs av Parenti, 1984. Orestias hardini ingår i släktet Orestias och familjen Cyprinodontidae. Inga underarter finns listade i Catalogue of Life.